# تاری‌یه سندویک مو
تاری‌یه سندویک مو (بوکمل: Tarjei Sandvik Moe؛ زادهٔ ۲۴ مهٔ ۱۹۹۹) هنرپیشه اهل نروژ است. علت شهرت او بازی در نقش ایزاک والترسن در مجموعه تلویزیونی شرم است.
تاری یه به همراه هنریک هولم به علت بازی خوب و تحسین برانگیزشان در سریال شرم موفق به دریافت دو جایزه معتبر نروژی شدند.
تاری یه برای بازی در نقش ایزاک در سریال شرم نامزد دریافت جایزه سالانه صنعت تلویزیون نروژی Gullruten Awards شد.